# K7리그 수원
K7리그 수원(K7 League Suwon)은 대한민국 경기도 수원시에서 열리는 축구 대회이다.

## 역사
2017년에 '디비전 - 7 수원시 리그'라는 이름으로 시작되었다. 2017년 시즌엔 6개 선수단이 참가했고 , 2018년 시즌에는 6개 선수단이 참여했다.

## 시즌별 결과
| 시즌   | 권역 | 참가 | 우승        | 준우승               | 승격        | 비고                           |
| ------ | ---- | ---- | ----------- | -------------------- | ----------- | ------------------------------ |
| 2017년 | 1개  | 6팀  |             |                      |             |                                |
| 2018년 | 1개  | 6팀  | 수원시티 FC | 수원 크레이지독스 FC | 수원시티 FC | 승격팀은 2019 K6 경기 B에 참가 |
| 2019년 | 1개  | 6팀  |             |                      |             |                                |

## 같이 보기
- K7리그